# Ale (mitologia)
Ale, conosciuta anche con altri nomi fra i cui "Alla" o "Ala" è una divinità della mitologia degli ibo è la dea della fertilità, della Nigeria, e in quanto Madre Terra, governa dall'oltretomba sotterraneo. Il suo nome significa letteralmente "Terra", definendola così, come il potere della terra sulla vita. Questo rende Ala la Dea più importante del popolo Igbo della Nigeria.

## Potere
Una persona che commetta un tabù in una comunità, profanando o insultando Ala (reato chiamato NJO ajo o Aru Ala) viene definito "impegnato per la sua terra". Ala è anche responsabile di molti aspetti della società Igbo, nonché guardiana delle donne e dei bambini in generale. Viene considerata spesso la moglie o la figlia di Chukwu . Lei è spesso raffigurata con un  piccolo bambino in braccio e il suo simbolo è la luna crescente. Si crede che le anime dei morti risiedano nel suo grembo sacro. Tutti nella comunità sono tenuti a rispettare Ala in quanto ognuno vive in ala, la terra; si crede tra l'altro che in caso contrario Ala potrebbe ingoiare i rei nel terreno.
Ala è ancora adorata dagli Igbo della Nigeria, da cui annualmente viene reso omaggio col festival di Yam.

## Nel mito
Figlia di Chuku, il dio creatore, era la dea dell'oltretomba e della fertilità.